# 西澳州裁判法院
西澳州裁判法院（英語：Magistrates Court of Western Australia）是澳洲西澳州的一級法院，對刑事及民事事宜以及一系列行政事項具有司法管轄權。該法院設立於2005年5月，由西澳州雜項審訊法院（Court of Petty Sessions of Western Australia）、西澳州小額錢債審裁處（Small Claims Tribunal of Western Australia）及西澳州地方法院（Local Court of Western Australia）合併而成。

## 歷史
三個法院的合併遵循了西澳州法律改革委員會的建議。

## 司法管轄權
該法院由西澳州《2004年裁判法院法令 （页面存档备份，存于）》設立。

## 組成
西澳州總督可以為法院委任裁判官。總督還可以委任總裁判官（chief magistrate）及多名暫委總裁判官（deputy chief magistrate）。
法庭通常由一名裁判官單獨開庭。但是，總督可以制定規例以准許一名或兩名太平紳士擔任法庭職務。

## 案件數量
每年約有43,000起民事案件送交法院存檔。

## 外部連結
- 官方网站